# ¡Adiós, Cordera!
¡Adiós, Cordera! es un relato que pertenece a la colección El Señor y lo demás, son cuentos, de Leopoldo Alas, «Clarín» (1852-1901). La colección apareció publicada en Madrid en 1893 por Manuel Fernández y Lasanta Editor y engloba la novela corta El Señor y una serie de cuentos que la siguen: ¡Adiós, Cordera!, Cambio de luz, El centauro, Rivales, Protesto, La Yernocracia, Un viejo verde, Cuento futuro, Un jornalero, Benedictino, La Ronca y La rosa de oro. ¡Adiós, Cordera! destaca por ser, de entre todos ellos, el más lírico y emotivo.

## Resumen
El cuento narra la historia de dos niños gemelos, Pinín y Rosa, que viven en el prado Somonte con la vaca Cordera y su padre, Antón de Chinta. La madre de los niños, Chinta, había fallecido un tiempo atrás. La familia vive en el camino de Oviedo a Gijón, son pobres y su sustento depende mucho de Cordera. En el prado Somonte se observan los postes de telégrafo y las vías del tren. Los gemelos se ven interesados y entusiasmados por la tecnología que conecta las distintas partes del mundo. Cordera reacciona con miedo y desconfianza a los aspectos del mundo desconocido. Su situación económica obliga al padre a tener que vender a Cordera, contra su propia voluntad. Para los gemelos, Cordera representa el amor de madre, y para Antón representa sus ahorros de toda la vida. Al vender a Cordera, vienen por ella y los gemelos se despiden de ella cuando pasa el tren, llevándola al Matadero. Después de pasar muchos años de aquella despedida, en los años de la guerra Carlista, Pinín, ya un fuerte mozo, también se tuvo que despedir contra su voluntad. El mozo fue reclutado por el gobierno como quinto para pelear en la guerra, para también ser consumido por el “progreso” de los ricos. Y, de la misma forma emotiva en que Rosa se despidió de Cordera cuando se la llevaba el tren, también tuvo que despedirse de su hermano.

## Estructura
La trama puede dividirse en tres partes:
1. El inicio o planteamiento, en el que se presentan los personajes principales —Rosa, Pinín y Cordera— y las relaciones sentimentales existentes entre ellos. Se divide en dos subpartes:
  - una primera subparte que presenta el carácter de los personajes a través de la perspectiva con la que cada uno de ellos contempla el ferrocarril y el telégrafo.
  - una segunda subparte que presenta el amor recíproco que existe entre los tres, esto es, entre la vaca y los dos niños.
2. El nudo, en el que se presentan los problemas económicos familiares y la decisión de Antón de desprenderse del animal. Se divide en dos subpartes:
  - una primera subparte en que después de valorar la situación, Antón de Chinta determina finalmente vender a Cordera.
  - una segunda subparte en que vende al animal y que, paradójicamente, y al ponerle un precio desorbitado, muestra la ternura que le tiene y la lucha interna que le supone tener que deshacerse de él. Asimismo, en esta parte se alude al pasado, a la muerte de su esposa y a los deseos que esta proyectó sobre la figura de la vaca.
3. El desenlace, en el que la fatalidad irrumpe en la familia rompiendo los lazos que la unían. Esta parte se subdivide en dos: 
  - una primera subparte que  relata la partida de Cordera, viéndola los dos pequeños pasar en el tren que se la lleva al matadero.
  - una segunda subparte que relata, años después, la partida de Pinín, viéndolo Rosa pasar en el tren que se lo lleva a la guerra.

## Contexto filosófico y literario
¡Adiós, Cordera! aparece en la década de los 90, cuando se desarrolla la semilla espiritual que se había concebido a finales de los 80 con el Krausismo. Se trata de un momento en el que, por la fuerte tradición religiosa y cristiana y por la débil minoría laica existente, el equilibrio krausista entre positivismo-naturalismo y espiritualismo cede finalmente a favor del segundo.  Así, el terreno espiritual y religioso sustituye el positivismo como ámbito de interés para la sociedad y se pierde la confianza en que la materia pueda dar razón y explicación a las cosas. En el ámbito literario, el escritor renuncia a vincular la psicología y la actitud de sus personajes a factores genéticos o materiales, y el propósito observacional del naturalismo y su espíritu más crítico y satírico se sustituyen ahora por una contenida ternura, delicadeza y sensibilidad. Sin embargo, y aunque el planteamiento literario cambie, los supuestos ideológicos subyacentes siguen siendo los mismos: la denuncia al mundo urbano como una sociedad hipócrita, mezquina, carente de valores morales y espirituales. Contrapuesta a ella, existe una defensa y apología del mundo rural y campestre y de su apacible, bucólico y sencillo modo de vida.

## Crítica
La lectura hecha por Cristina Moreiras-Menor del cuento ¡Adiós, Cordera! se enfoca en las intervenciones sobre la violencia que se narran en el cuento.  Este ensayo examina el impacto que la violencia ha generado sobre las sociedades modernas en su transición dispareja de sociedades tradicionales a  sociedades modernas. Moreiras-Menor emplea las ideas de Michel Foucault en torno a biopolítica para interpretar el uso de la violencia en la destrucción de recursos de sobrevivencia de la gente rural hacia la modernidad española. La constante  violencia del estado en forma de marcos narrativos es ejemplificada en ¡Adiós, Cordera! por medio del gran control y abuso por parte del estado.           
El artículo de Michael Nimetz reflexiona sobre la soledad en el cuento que cambia de soledad plácida y feliz  a una soledad desesperante en ¡Adiós, Cordera!. Nimetz opina que Alas Clarín reflejó en ¡Adiós, Cordera! un dolor íntimo y una desilusión con la vida. Nimetz también resalta como en el cuento el mundo urbano es una especie de invasor en el campo, que llega en forma de postes, de cables y el tren. En torno a la violencia, Nimetz percibe el cuento como un tipo de sacrificio en el que la muerte de los inocentes se sucede en cada generación así trasciende el tiempo.
Ullman sugiere que Leopoldo Alas Clarín utiliza arquetipos para mostrar a la vaca como un personaje que imita a Cristo y así se evidencia una psicología antifeminista de Clarín. Ullman analiza detalladamente el inicio del cuento, y en específico, la importancia de los tres personajes: Rosa, Pinín, y Cordera. El análisis concluye que estos tres construyen una representación de la Santísima Trinidad, un triángulo apuntando hacia arriba, un símbolo de la masculinidad. Ullman también indica que el territorio espacial en el cuento es un triángulo invertido, un símbolo de la feminidad.  La psicología antifeminista de Clarín es evidente al sobreponer ambos triángulos y así representar la armonía entre la relación masculina y femenina.
El trabajo de Cifuentes Honrubia busca mostrar cómo los espacios representan aspectos fundamentales de la estructura significativa del cuento ¡Adiós, Cordera¡ Este ensayo acentúa la importancia de la secuencia inicial del cuento “¡Eran tres, siempre los tres!: Rosa, Pinín y Cordera” para humanizar a la vaca y configurar un plano espacial dentro del cuento. El prado representa de esta manera la bondad, tranquilidad, y vida auténtica en definitiva.  Cifuentes Honrubia propone los temas de la unión y separación y también la vida y la muerte como una postura dialéctica.  Honrubia también muestra la conexión del mundo desconocido (la “civilización”) con Rosa, Pinín, y Cordera. Una conexión que está hecha por medio de “el palo del telégrafo.” 

## Temas
¡Adiós, Cordera! presenta, como uno de los temas centrales de la obra, el ruralismo. El discurso ambiental del ruralismo representa el ambiente rural como un espacio de orden, libertad, y virtud moral, y también se enfoca en la paz de la vida y la comunidad. Las prácticas ambientales de la familia de Antón reflejan la visión ruralista de Clarín. El hecho de que los gemelos son los pastores de Cordera y que pasan tanto tiempo en el prado Somonte, disfrutando de la naturaleza en paz, es una práctica ambiental que bien refleja la visión ruralista del cuento. Los personajes del cuento también se prestan a esta interpretación, pues siendo personas muy humildes en un ambiente rural muestran una gran virtud moral para con sus familiares. 
La inocencia de Rosa resalta el gran amor que tiene por Pinín, su padre Antón y Cordera, y su agónica despedida de sus compañeros de vida y labor también refleja su integridad. Por su parte Pinín, también influenciado por sus experiencias en el prado Somonte, muestra su virtud moral al percibir, a través de la voz de narrador, como “tiranos del mercado… a los contratistas de carne” que terminarán llevando a Cordera al matadero.
La utilización del antropomorfismo en el personaje de Cordera también muestra lo moral de la vida rural pues a los animales se les trata como parte de la familia. El antropomorfismo de Cordera comienza con su nombre en la primera exclamación del cuento, escrito con mayúscula y sin explícitamente informar de que es una vaca. Clarín le da rasgos humanos a Cordera desde el comienzo del cuento hasta el fin, por ejemplo, el razonamiento de Cordera al explicar su relación al mundo civilizado: “Cordera, mucho más formal que sus compañeros, verdad es que relativamente, de edad también mucho más madura, se abstenía de toda comunicación con el mundo civilizado, y miraba de lejos el palo del telégrafo como lo que era para ella efectivamente, como cosa muerta, inútil, que no le servía siquiera para rascarse.”  En esta descripción de Cordera se muestra una vaca con razonamiento, experiencia, y la decisión propia de abstenerse de comunicación, no por falta de facultades. Además Cordera es el primer personaje en criticar aquel mundo artificial del progreso que pronto sería su fin. 
La metáfora del tren como “la gran culebra de hierro” refleja la amenaza del progreso y presenta el tema de la inevitable adaptación del mundo rural al progreso. En la obra Clarín cuestiona el discurso dominante de la sociedad sobre el progreso. En vez de aceptar el discurso de que el progreso en forma tecnológica e industrial beneficia a todos por su incremento en producción, la trama va cuestionando si el adaptarse al progreso es algo positivo para la gente rural, hasta dejar ver que en el caso de Rosa el progreso de los ricos es quitarle a los pobres. 